# 僕射
僕射（ぼくや）は、かつて中国にあった官職名である。秦漢時代には官吏に軍事訓練をほどこす責任者に付けた。後に一部の文官の次官・補佐の名称となった。

## 名称
単に「僕射」という官はなく、統率する集団か、属する官庁の名を付けて官名とする。謁者を率いるのが謁者僕射、尚書省に属するのが尚書僕射といった具合である。その上で、尚書左僕射、尚書右僕射というふうに、左右2名を置くこともあった。
「射」の字はふつう「しゃ」と読むが、古くから「や」が慣用である。中国でも同様であったことは、「夜」と同じ音にするのは誤りだ、と清代の学者何焯が主張したことによってわかる。

## 秦
もとは様々な官庁に付属する武官で、秦の時代からあった。戦国時代の諸国は軍事を重視し、民政・内政を担当する者にも弓射の訓練を行わせ、そのための監督官を置いた。『史記』には秦の末期の博士僕射、衛令僕射が見える。

## 漢
前漢にも一部の官に僕射が付いた。多くは数十人以上の文官または武官の上に立つ役職であった。
後漢もほぼこれを継承したが、一部は武官としての性格を失い、官庁の次官になった。

## 唐
唐では重要な尚書省の長官である尚書令が欠員となる慣例が生まれたため、次官である尚書僕射が実質的な宰相とされた。